# Ramayana: The Epic
Pour plus de détails, voir Fiche technique et Distribution.
Ramayana: The Epic est un film d'animation indien réalisé par Chetan Desai et sorti en Inde le 15 octobre 2010. Ce long métrage animé en images de synthèse s'inspire librement de l'intrigue du Rāmāyana, une des épopées classiques de la littérature indienne et de l'hindouisme.

## Synopsis
Le film, qui reprend l'intrigue du Rāmāyana, suit d'abord la jeunesse et la formation du prince Rāma (un des avatars de Krishna) jusqu'au moment où il rencontre Sîtâ. Tous deux tombent amoureux et Rāma parvient à remporter sa main mise à prix dans un tournoi qui consiste à manier un arc aux proportions colossales. Les deux époux filent un bonheur parfait pendant un temps, mais, à la suite d'une jalousie, Rāma se trouve écarté du trône dont il est pourtant l'héritier. Il renonce à ses richesses et s'exile dans la forêt avec Sîtâ. Tous deux y vivent paisiblement quelque temps. Mais le roi des démons, Râvana, kidnappe Sîtâ et l'emmène dans son lointain royaume de Lankâ. Pour la retrouver, Rāma se lance dans un voyage au cours duquel il rassemble une armée avec l'aide de plusieurs alliés, dont le dieu singe Hanoumân et son armée de singes.

## Fiche technique
- Titre : Ramayana: The Epic
- Réalisation : Chetan Desai
- Scénario : Chetan Desai et Riturraj Tripathii
- Musique originale : Shaarang Dev
- Montage : Sayed Sher Abbas
- Production : Niraj Bhukanwala, Deepa Sahi
- Studio de production : Maya Entertainment Ltd.
- Distribution : Maya Entertainment Ltd. (Inde, tous les supports), Warner Bros. (mondial, tous les supports)
- Pays :  Inde
- Langue : hindi
- Format : couleur
- Durée : 100 minutes[1]
- Date de sortie :  Inde : 15 octobre 2010

## Distribution
Voix de la version en hindi :
- Manoj Bajpai : Rāma
- Juhi Chawla : Sîtâ
- Ashutosh Rana : Râvana
- Mukesh Rishi : Hanoumân

## Production
La production du film prend presque cinq ans.
Outre le doublage en hindi, des versions en tamoul, en gujarati et en marathi sont également réalisées. Le film est distribué par Warner Bros. India en Inde et des sorties limitées au Canada et aux États-Unis ont lieu début 2011.

## Accueil critique
Dans l’Indian Express, Shubhra Gupta livre une critique très favorable, jugeant en particulier l'adaptation de l'épopée intelligemment menée et la performance d'Ashutosh Rana pour le doublage de Râvana ; elle regrette seulement une certaine pesanteur dans les dialogues. Sur le site de cinéma indien NDTV Movies, Anupama Chopra donne un avis en demi-teinte, et n'accorde au film que 2,5 sur 5. Elle juge l'adaptation « fidèle mais monotone » (« faithful but dreary »), du moins pour un public connaissant déjà l'intrigue de l'épopée. Tout en appréciant la qualité des graphismes et de l'animation, surtout en comparaison avec la moyenne des films d'animation indiens, elle estime que le « scénario laborieux » et la médiocrité du doublage empêchent le film de susciter l'admiration recherchée. Elle conclut en jugeant malgré tout que Ramayana: The Epic est « un pas ambitieux dans la direction d'un cinéma fait maison pour les enfants » (« an ambitious step toward better homegrown cinema for children »).

## Box office
Le film sort en Inde sur environ 250 copies le 15 octobre 2010, au moment du week-end de la Dussehra (fête qui célèbre la victoire de Rāma sur Râvana). Il fait un mauvais démarrage, de même que deux autres films sortis la même semaine. Selon le site de box office indien IBOS, l'exploitation totale du film ne rapporte que 1,4 crore, soit 14 millions de roupies, largement en dessous des recettes moyennes des films (25,6 crores).

## Autour du film
Une autre adaptation du Ramayan en long métrage d'animation avait été réalisée en 1992 : Ramayana: The Legend of Prince Rama. Cette coproduction indo-japonaise coréalisée par Yugo Sako et Ram Mohan prenait la forme d'un dessin animé.